# Thaumasura rubrifunicle
Thaumasura rubrifunicle är en stekelart som beskrevs av Girault 1932. Thaumasura rubrifunicle ingår i släktet Thaumasura och familjen puppglanssteklar. Inga underarter finns listade i Catalogue of Life.